# Javier Sicilia
Javier Sicilia Zardain (født 30. maj 1956 i Mexico City) er en mexicansk forfatter. Siden 2011 er han kendt for sin aktivisme efter mordet på sin søn og seks andre drenge i Temixco.
Hans litterære hobby kommer fra sin far, og han studerede filosofi på UNAM.

## Præmie
- 1990 - Premio Ariel
- 1993 - Premio Nacional de Literatura José Fuentes Mares
- 2009 - Premio Nacional de Poesía Aguascalientes
- 2011 - Global Exchange People's Choice Award
- 2011 - Presea Corazón de león
- 2011 – Person of the year, Time magazine "[3]
- 2012 - XX Premio "Don Sergio Méndez Arceo"
- 2012 - Premio Voz de los Sin Voz
- 2017 -Premio Pakal de Oro
- 2018 - Reconocimiento Juan Gelman [4]

## Bøger
Poesi
- Permanencia en los puertos (1982)
- La presencia desierta (1985)
- Oro (1990)
- Trinidad (1992)
- Vigilias (1994)
- Resurrección (1995)
- Pascua (2000)
- Lectio (2004)
- Tríptico del Desierto (2009)
- Vestigios (2013)

Prosa
- El bautista (1991)
- El reflejo de lo oscuro F.C.E (1998)
- Viajeros en la noche (1999)
- A través del silencio (2002)
- La confesión (2008)
- El fondo de la noche (2012)
- El deshabitado (2016)